# Кюж-ле-Пен
Кюж-ле-Пен (фр. Cuges-les-Pins) — коммуна на юго-востоке Франции в регионе Прованс — Альпы — Лазурный Берег, департамент Буш-дю-Рон, округ Марсель, кантон Ла-Сьота.
Площадь коммуны — 38,81 км², население — 4589 человек (2006) с выраженной тенденцией к росту: 4922 человека (2012), плотность населения — 126,8 чел/км².

## Население
Население коммуны в 2011 году составляло 4898 человек, а в 2012 году — 4922 человека.
| 1962 | 1968 | 1975 | 1982 | 1990 | 1999 | 2006 | 2007 | 2011 | 2012 |
| ---- | ---- | ---- | ---- | ---- | ---- | ---- | ---- | ---- | ---- |
| 1109 | 1433 | 1282 | 1875 | 2655 | 3754 | 4589 | 4708 | 4898 | 4922 |

Динамика населения:

## Экономика
В 2010 году из 3298 человек трудоспособного возраста (от 15 до 64 лет) 2529 были экономически активными, 769 — неактивными (показатель активности 76,7%, в 1999 году — 71,2%). Из 2529 активных трудоспособных жителей работали 2219 человек (1143 мужчины и 1076 женщин), 310 числились безработными (155 мужчин и 155 женщин). Среди 769 трудоспособных неактивных граждан 257 были учениками либо студентами, 281 — пенсионерами, а ещё 231 — были неактивны в силу других причин.
На протяжении 2010 года в коммуне числилось 1888 облагаемых налогом домохозяйств, в которых проживало 4631,5 человек. При этом медиана доходов составила 20 тысяч 784 евро на одного налогоплательщика.